# Валиране
Противно на останалите обработки, с валирането не се цели разрохкване, а уплътняване на почвата. Тази обработка обикновено се извършва след сеитбата на културите с валяци. Прилага се също така като практика за разбиване буци по повърхността на почвата.
Самостоятелно валиране след сеитба се извършва след сеитба на есенници и бобови на слята повърхност. Всички сеялки за окопни култури и доста модели съвременни комбинирани сеялки за слята повърхност са оборудвани с притъпкващи елементи след сеещия апарат, което изключва отделно валиране след сеитбата.
Валяци в селскостопанското производство могат да се използват и за други практики — събаряне на стъбла след жътвата и пр.